# Das Geschenk Cäsars
Das Geschenk Cäsars (französischer Originaltitel: Le Cadeau de César) ist ein Comic der Asterix-Serie, der von René Goscinny geschrieben und von Albert Uderzo gezeichnet wurde. Der Comic erschien erstmals 1974 als 21. Band der Reihe.

## Handlung
Caesar beschenkt Soldaten, die 20 Jahre in der Armee gedient haben, mit Ländereien. Darunter ist Keinentschlus, ein Trunkenbold, der im Rausch Cäsar beleidigt hat. Caesar schenkt ihm zur Strafe als Länderei das gallische Dorf. Keinentschlus kann ein paar Tage später in einer Kneipe in Arausio die Rechnung nicht bezahlen und gibt ihm stattdessen die Plakette mit dem Siegel Caesars, die ihn als Besitzer des gallischen Dorfes ausweist, dem Wirt Orthopädix.
Orthopädix reist daraufhin mit seiner Frau und seiner Tochter Zechine zum gallischen Dorf und meldet seinen Besitzanspruch an. Er wird ausgelacht, aber man bietet ihm an, im Dorf ein Gasthaus zu eröffnen. Er nimmt an. Bei der Eröffnungsfeier kommt es zum Streit zwischen der Frau von Majestix und der Frau von Orthopädix, worauf diese beschließen, eine Wahl abzuhalten. Wer mehr Stimmen erhält, soll Chef des Dorfes sein. Majestix und Orthopädix buhlen nun um die Gunst der Dorfbewohner. In der Zwischenzeit kommt der ehemalige Soldat Keinentschlus ins gallische Dorf und verlangt seinen Besitz zurück, was ihm jedoch verwehrt wird. Er geht nun ins Römerlager und fordert Unterstützung ein. 
Majestix bittet den Druiden Miraculix, ihm Zaubertrank zu geben, um den Konkurrenten vertreiben zu können, was Miraculix verärgert ablehnt und klarstellt, dass keiner einen Zaubertrank bekommt. Die Römer greifen danach mit Katapulten an. Erst als Majestix den Druiden bittet, für seinen Konkurrenten den Zaubertrank zu kochen, willigt dieser ein und die Gallier können die Römer besiegen. Orthopädix zerstört die Plakette mit dem Siegel von Cäsar und beschließt, mit seiner Familie nach Lutetia zu ziehen. Die Gallier feiern ihren Sieg über die Römer bei einem Festmahl.

## Comic und Historie
Dass römische Legionäre am Ende ihrer Dienstzeit Ländereien bekamen, ist wahr. Wie im Comic hing die Großzügigkeit dieser honesta missio (ehrenvoller Abschied) davon ab, wie sich die Soldaten ihren Vorgesetzten gegenüber verhielten. In manchen Fällen erhielten sie für ihre Verdienste auch Geld. Es stimmt auch, dass die meisten Legionäre 20 Jahre dienten; sie konnten diese Pflicht aber auch länger ausüben.

## Veröffentlichung
Dies war die erste Asterix-Geschichte, die in Frankreich nicht mehr in Pilote vorab dem Publikum präsentiert wurde. Stattdessen erschien die Geschichte ab dem 11. Juli 1974 als Vorabdruck in Le Monde. Die Erstauflage des Buches Le Cadeau de César erfolgte im selben Jahr bei Dargaud als Band 21 der Reihe. In Deutschland wurde die Geschichte im Jahr 1975 erstmals in den Ausgaben 3–13 des Magazins MV Comix gezeigt. Die deutsche Erstauflage des Buches erschien am 9. März 1976 im Ehapa Verlag. Mit der Neuauflage 2002 erhielt dieser Band ein neues Titelbild.
Der Band erschien unter anderem auch auf Englisch, Spanisch, Türkisch sowie in den Mundarten von Thüringen und Südtirol.